# USS Mason (DD-191)
«Мейсон» (англ. USS Mason (DD-191) — військовий корабель, ескадрений міноносець типу «Клемсон» військово-морських сил США та Королівського флоту Великої Британії за часів Другої світової війни.
Есмінець «Мейсон» закладений 10 липня 1918 року на верфі Newport News Shipbuilding у Ньюпорт-Ньюсі, де 8 березня 1919 року корабель був спущений на воду. 20 лютого 1920 року він увійшов до складу ВМС США.

## Історія служби
Після введення до строю «Мейсон» був включений до складу Атлантичного флоту з базуванням у Норфолкі. Незабаром через прийняття Вашингтонської морської угоди 1922 року був виведений до резерву та 3 липня 1922 року поставлений на зберігання у Philadelphia Naval Shipyard у Філадельфії.
З початком Другої світової війни в Європі «Мейсон» повернули до складу сил флоту 4 грудня 1939 року. У відповідності до угоди «есмінці в обмін на бази» від 2 вересня 1940 року, американський есмінець став одним з 50 кораблів цього класу, що були передані Великій Британії в обмін на 99-річну оренду баз у Західній півкулі. «Мейсон» прибув у Галіфакс, Нова Шотландія, 2 жовтня. 9 жовтня 1940 року його передали Британському королівському флоту як «Бродвотер».
15 жовтня есмінець вийшов до Британських островів через Сент-Джонс, Ньюфаундленд, прибувши 26 жовтня до Клайда, Шотландія. Корабель включили до 11-ї ескортної групи Командування Західних підходів. На початку 1941 року «Бродвотер» супроводжував конвої, супроводжуючи транспортні судна, що перевозили війська та військові запаси навколо мису Доброї Надії на Близький Схід.
18 жовтня 1941 року під час ескорту конвою SC 48 «Бродвотер» був потоплений німецьким підводним човном U-101. Чотири офіцери та 40 матросів загинули на борту есмінця, серед яких лейтенант Джон Стенлі Паркер, перший американський військовий, що загинув у війні в лавах Резервного флоту Великої Британії.